# بانک فارکس
بانک فارکس (انگلیسی: Forex Bank) شرکت خدمات مالی و بانکداری سوئدی است، که در سال ۱۹۲۷ تأسیس شد.